# Romanian International 1991
Die Romanian International 1991 fanden vom 28. bis zum 30. Juni 1991 in Timișoara statt. Es war die erste Austragung dieser internationalen Meisterschaften von Rumänien im Badminton.

## Medaillengewinner
| Disziplin    | Gold                           | Silber                        | Bronze                             |
| ------------ | ------------------------------ | ----------------------------- | ---------------------------------- |
| Herreneinzel | Tamás Gebhard                  | Florin Balaban                | Jasen Borisov                      |
| Herreneinzel | Tamás Gebhard                  | Florin Balaban                | Jeliazko Valkov                    |
| Dameneinzel  | Andrea Harsági                 | Diana Filipova                | Andrea Dakó                        |
| Dameneinzel  | Andrea Harsági                 | Diana Filipova                | Erika Stich                        |
| Herrendoppel | Tamás Gebhard Richárd Bánhidi  | Jasen Borisov Jeliazko Valkov | Vincent Dusnoki Gheorghe Selegean  |
| Herrendoppel | Tamás Gebhard Richárd Bánhidi  | Jasen Borisov Jeliazko Valkov | Imre Balazs Dragos Gheorghita      |
| Damendoppel  | Andrea Dakó Andrea Harsági     | Luminita Dan Diana Filipova   | Liliana Soveja Erika Stich         |
| Damendoppel  | Andrea Dakó Andrea Harsági     | Luminita Dan Diana Filipova   | Cristina Savulescu Daniela Timofte |
| Mixed        | Jeliazko Valkov Diana Filipova | Tamás Gebhard Andrea Dakó     | Nicusor Vintila Luminita Dan       |
| Mixed        | Jeliazko Valkov Diana Filipova | Tamás Gebhard Andrea Dakó     | Jasen Borisov Liliana Soveja       |